# José Antonio Ovalle y Vivar
José Antonio Ovalle y Vivar (Santiago, 1760 - ibídem, 1828) fue un político y hacendado chileno.

## Vida
Casado con Mercedes Fontecilla Morales, no tuvieron hijos.
Hacendado de la zona de Quillota, propietario de fundos de hortalizas y frutícolas. 
De tendencias patriotas, fue miembro del Tribunal Superior de Gobierno (10 de mayo de 1811). Diputado por Quillota en el Primer Congreso Nacional, el 4 de julio de 1811.
Diputado propietario por Osorno, Llanquihue y Carelmapu, en las elecciones legislativas de 1824, y por Valdivia y La Unión en las de 1825, en ambas representando a los pelucones.